# Teatr Polski w Szczecinie

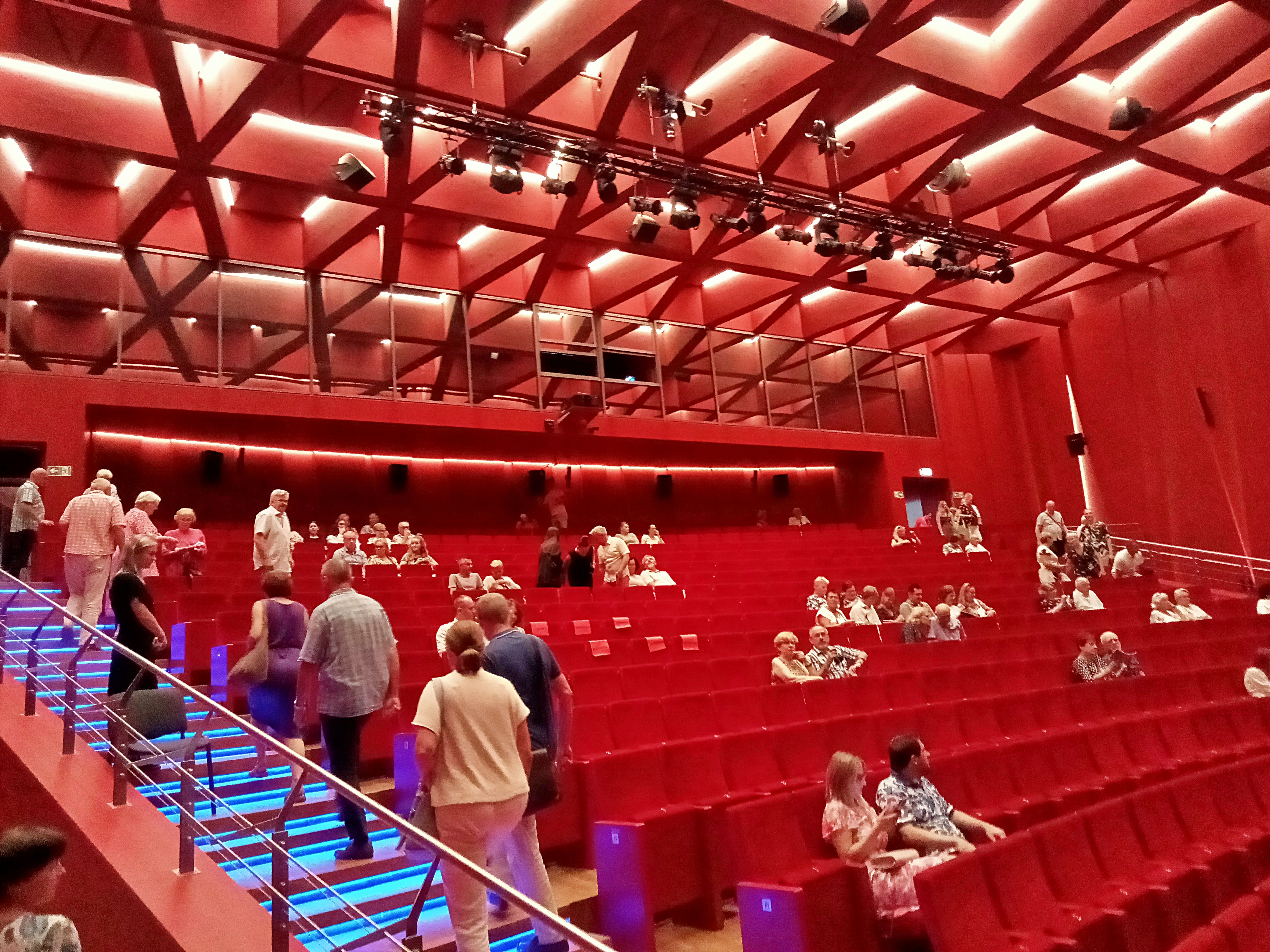
Sala Włoska Teatru Polskiego

Teatr Polski – szczeciński teatr dramatyczny założony w 1946 r. W latach 1949–1975 wchodził w skład Teatrów Dramatycznych.

## Siedziba
Siedziba teatru od 1946 mieści się w, wybudowanym ok. 1920 według projektu Adolfa Thesmachera, zabytkowym budynku przy ul. Swarożyca 5. Budynek powstał z przeznaczeniem na siedzibę loży masońskiej. W latach 1935–1937 budynek został przebudowany na potrzeby organizacji Frauenschaft NSDAP. 
W latach 1945–1946 w budynku wyświetlano filmy, organizowano koncerty, a nawet walki bokserskie. W 1946 budynek stał się siedzibą Teatru Polskiego. Przeprowadzane w II połowie XX w. remonty budynku służyły poprawie funkcjonalności obiektu oraz spełnieniu wymagań przeciwpożarowych. W ich wyniku pojemność głównej sali zmniejszyła się z 700 miejsc (1946) do 325 (1999). Utworzono także Scenę Małą (do 120 miejsc) i scenę kabaretową „Czarny Kot Rudy” (80 miejsc przy stolikach). W roku 2008 obiekt przeszedł remont. Wymieniono między innymi siedzenia oraz odnowiono i pomalowano ściany oraz podniesiono kąt pochylenia podłogi widowni. 
W kwietniu 2020 rozpoczęto gruntowny remont połączony z rozbudową gmachu Teatru Polskiego. Projekt opracowała firma Atelier Loegler Architekci. Budowę zrealizowała spółka BUDIMEX S.A. W nowej części obiektu – zlokalizowanej w skarpie od strony Odry  – powstały trzy sceny: Scena Szekspirowska (na 549 miejsc), Scena Włoska (na 508 miejsc) i Scena Kameralna (na 120 miejsc). W zabytkowym budynku teatru przy ul. Swarożyca znalazły się dwie sceny: Scena im. Jana Banuchy (na 236 miejsc) oraz Scena Kabaretowa (na 80 miejsc). 
Pierwszy spektakl w nowych wnętrzach („Magia Obłoków”, reż. Adam Opatowicz), zaprezentowany został 3 sierpnia 2023. Oficjalne otwarcie odbyło się 6 sierpnia 2023.  

## Działalność
Teatr Polski został upaństwowiony w 1949, w tym samym roku teatrowi nadano statut.
W budynku znajdują się trzy sceny: duża scena, na której wystawiane są przede wszystkim klasyczne sztuki autorstwa wielkich twórców takich jak Johann Wolfgang Goethe, Michaił Bułhakow czy Henryk Ibsen (Faust, Mistrz i Małgorzata, Peer Gynt). Może ona pomieścić 319 widzów. Jest także mała scena dla 120 widzów, na której z powodzeniem wystawiane są nie tylko farsy (Mayday), ale także dramaty (Play Strinberg). W teatrze grało wielu aktorów teatralno-filmowych: Andrzej Kopiczyński (1963-1970), Krzysztof Chamiec (1951-52, 1955-57), Roman Kłosowski (1953-55), Mieczysław Czechowicz (1950-51), Aleksander Fogiel (1951-59), Ryszard Pietruski (1950-55), Wojciech Siemion (1950-51), Ludwik Benoit (1955-57), Roland Głowacki (1954-1995), Andrzej May, Henryk Talar(1969-1970), Jerzy Rogalski (1974-75), Edward Żentara (1998-2001) oraz aktorki Stanisława Angel-Engelówna, Maria Zbyszewska, Krystyna Feldman i Lucyna Winnicka.
Teatr Polski posiada także scenę kabaretową (na 80 miejsc). W lutym 1997 roku z inicjatywy aktualnego dyrektora naczelnego i artystycznego Adama Opatowicza powstał Czarny Kot Rudy. Można w nim usłyszeć zabawne monologi, skecze oraz piosenki kabaretowe z humorem francuskim (Pornograf), angielskim (Latający Cyrk Monty Pythona) czy lokalnym szczecińskim (Dancing Szczecin).  
Teatr Polski wystawia rocznie średnio 5 spektakli premierowych. W 2007 teatr zrealizował w sumie 276 spektakli, które obejrzało 44210 widzów. Największym powodzeniem w roku 2007 cieszył się Mayday 2, który przyciągnął 8085 widzów. Nie brakowało też publiczności na nagrodzonej Bursztynowym Pierścieniem Stacyjce Zdrój. 
Na stałe w repertuarze goszczą wieczory autorskie Andrzeja Poniedzielskiego. W teatrze można również usłyszeć koncert Edyty Geppert czy Grzegorza Turnaua oraz skecze kabaretowe Grzegorza Halamy. Domeną Teatru Polskiego są także imprezy gościnne takie jak w 2007 roku „Zakopane w Szczecinie”. Był to cykl spektakli (Na przełęczy, Dzień dobry Państwu -  Witkacy, Appendix, Wariacje enigmatyczne, Wieczór myśli i zdarzeń inspirowanych Zakopanem i Tatrami, Dementia Praecox Zakopianiensis) wystawiany przez Teatr Witkacego. 
Z okazji urodzin Czarnego Kota przyjeżdżali do teatru m.in.: Magda Umer, Elżbieta Adamiak, Stanisław Tym, Janusz Radek, Mirosław Czyżykiewicz, Piwnica pod Baranami, Janusz Józefowicz, Zbigniew Zamachowski, Piotr Machalica, Wojciech Malajkat, Kabaret OT.TO, Golec uOrkiestra oraz Andrzej Poniedzielski.  
Teatr Polski bierze udział w rozmaitych konkursach i festiwalach. W 2001 roku Latający Cyrk Monty Pythona otrzymał pierwszą nagrodę na XII Konkursie Teatrów Ogródkowych. Co roku doceniany jest także podczas nominacji do nagrody Bursztynowego Pierścienia. Nagrodą może się poszczycić m.in. Adam Dzieciniak (2005), Adam Opatowicz (2007) oraz Olga Adamska (2008). W 2007 Bursztynowym Pierścieniem nagrodzona została Stacyjka Zdrój w reżyserii Adama Opatowicza i Andrzeja Poniedzielskiego. W 2005 Srebrną Ostrogę – nagrodę dla młodego, dobrze zapowiadającego się aktora otrzymała aktorka Teatru Polskiego Dorota Chrulska. 
Teatr Polski jest mobilny i nie ogranicza się jedynie do występów w Szczecinie. Ze swoimi spektaklami gości na deskach teatrów m.in. w Warszawie (Elementarz), Poznaniu (Piosennik), Zielonej Górze (Boy, honor i ojczyzna, Latający Cyrk Monty Pythona), Kielcach (Piosennik), Gdyni (Latający Cyrk Monty Pythona), Polkowicach (Okno na parlament, Mayday2, Pornograf, Latający Cyrk Monty Pythona), czy w Lubinie (Piosennik, Kolacja dla głupca).  W 2007 uczestniczył w promocji Szczecina na rynku w Poznaniu. W 2008 również przyłączył się do promocji i wystąpił z rewią kabaretową we Wrocławiu. Teatr Polski w Szczecinie współpracuje ze Stanisławem Tymem. W 2011 wystawił napisaną przez Tyma sztukę Gazeta zawsze spada papierem do góry.